# Scutelliformes
Infra-ordre
Les Scutelliformes sont un infra-ordre d'oursins plats, communément appelés « dollars des sables » ou « sand dollars ».

## Caractéristiques

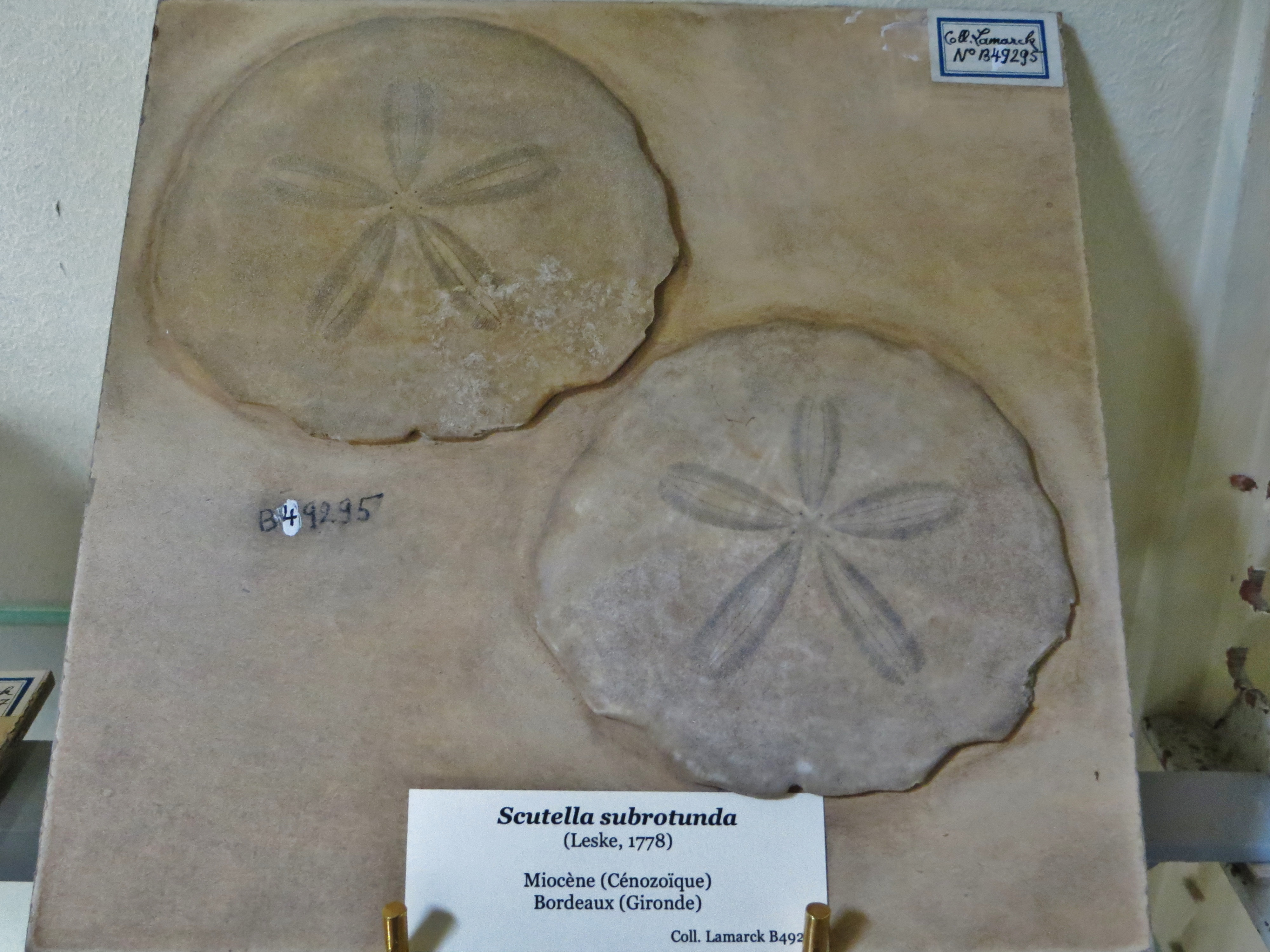
Fossiles de Scutella subrotunda (Miocène de Gironde, collection du MNHN).

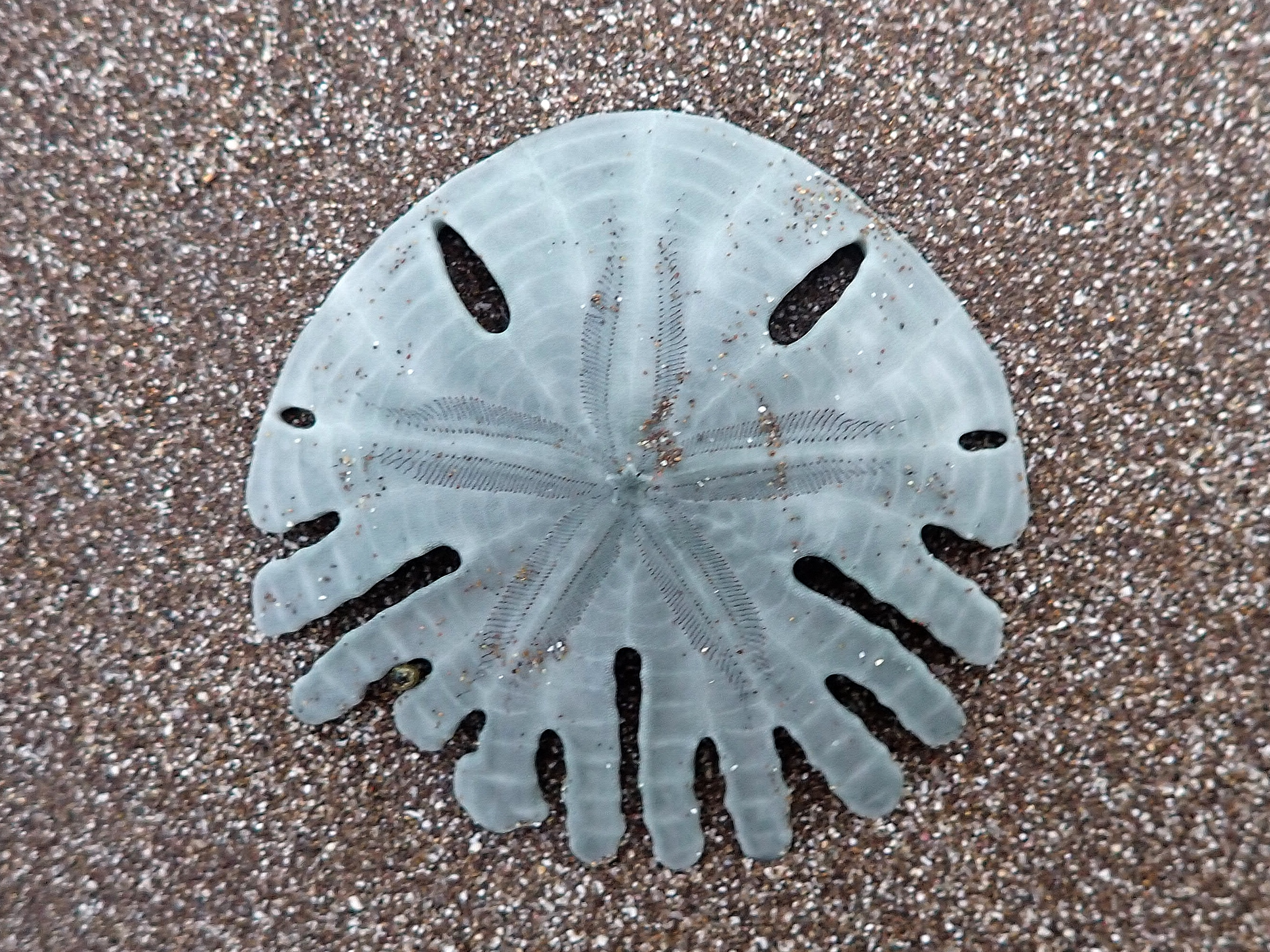
Rotula deciesdigitatus à Sao Tomé.

Les Scutelliformes sont des oursins irréguliers de forme aplatie et discoïde à bords arrondis. Les radioles (piquants) sont très réduites (en tapis de fins poils) pour permettre une meilleure progression dans le sable. La bouche occupe une position centrale, et la lanterne d'Aristote (appareil masticateur) est modifiée en « moulin à sable » plat. L'anus quant à lui a migré vers un bord du test, pour former un « arrière » : ces oursins ont donc un axe antéro-postérieur et une symétrie axiale bilatérienne (ce qui n'est pas le cas des oursins réguliers, à symétrie radiale). 
Ils sont caractérisés, au sein des Scutelloida, par la présence éventuelle de lunules (perforations naturelles), des zones interambulacraires bisériales à l'apex, et des structures d'attachement de la lanterne d'Aristote en forme de cinq pinces à linge soudées. Ces caractéristiques les distinguent du groupe-frère des Laganiformes. 
Ce groupe semble être apparu à l'Éocène.

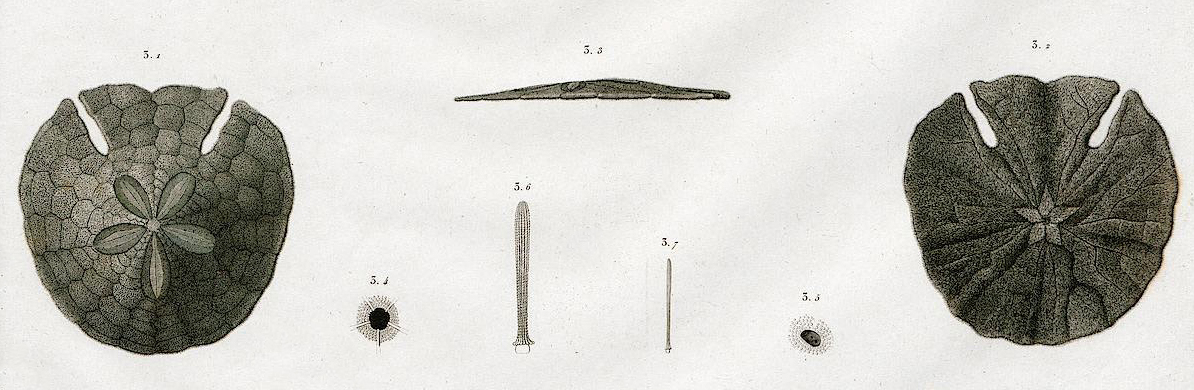
Sculpsitechinus auritus, face aborale, profil, face orale et détails (dessins de 1809).

## Liste des familles
Selon World Register of Marine Species (24 décembre 2017) :
- super-famille Scutelloidea Gray, 1825
  - famille Abertellidae Durham, 1955 †
  - famille Astriclypeidae Stefanini, 1912 -- 5 genres actuels (oursins plats à serrures de l'Indo-Pacifique)
  - famille Dendrasteridae Lambert, 1900 -- 1 genre actuel
  - famille Mellitidae Stefanini, 1912 -- 5 genres actuels (oursins plats à serrures des Amériques)
  - famille Monophorasteridae Lahille, 1896 †
  - famille Scutasteridae Durham, 1955 †
  - famille Scutellidae Gray, 1825 -- 1 genre actuel
- famille Echinarachniidae Lambert in Lambert & Thiéry, 1914 -- 1 genre actuel
- famille Eoscutellidae Durham, 1955 †
- famille Protoscutellidae Durham, 1955 †
- famille Rotulidae Gray, 1855 -- 2 genres actuels (oursins plats à lunules africains)
- famille Taiwanasteridae Wang, 1984 -- 1 genre actuel

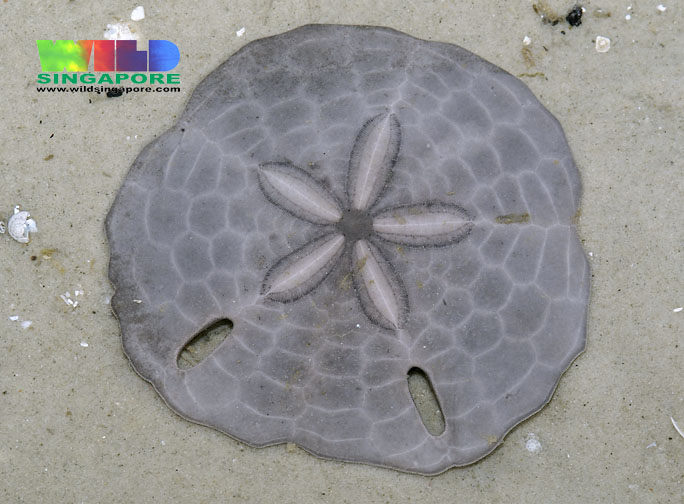
Test d'Echinodiscus tenuissimus (Astriclypeidae)
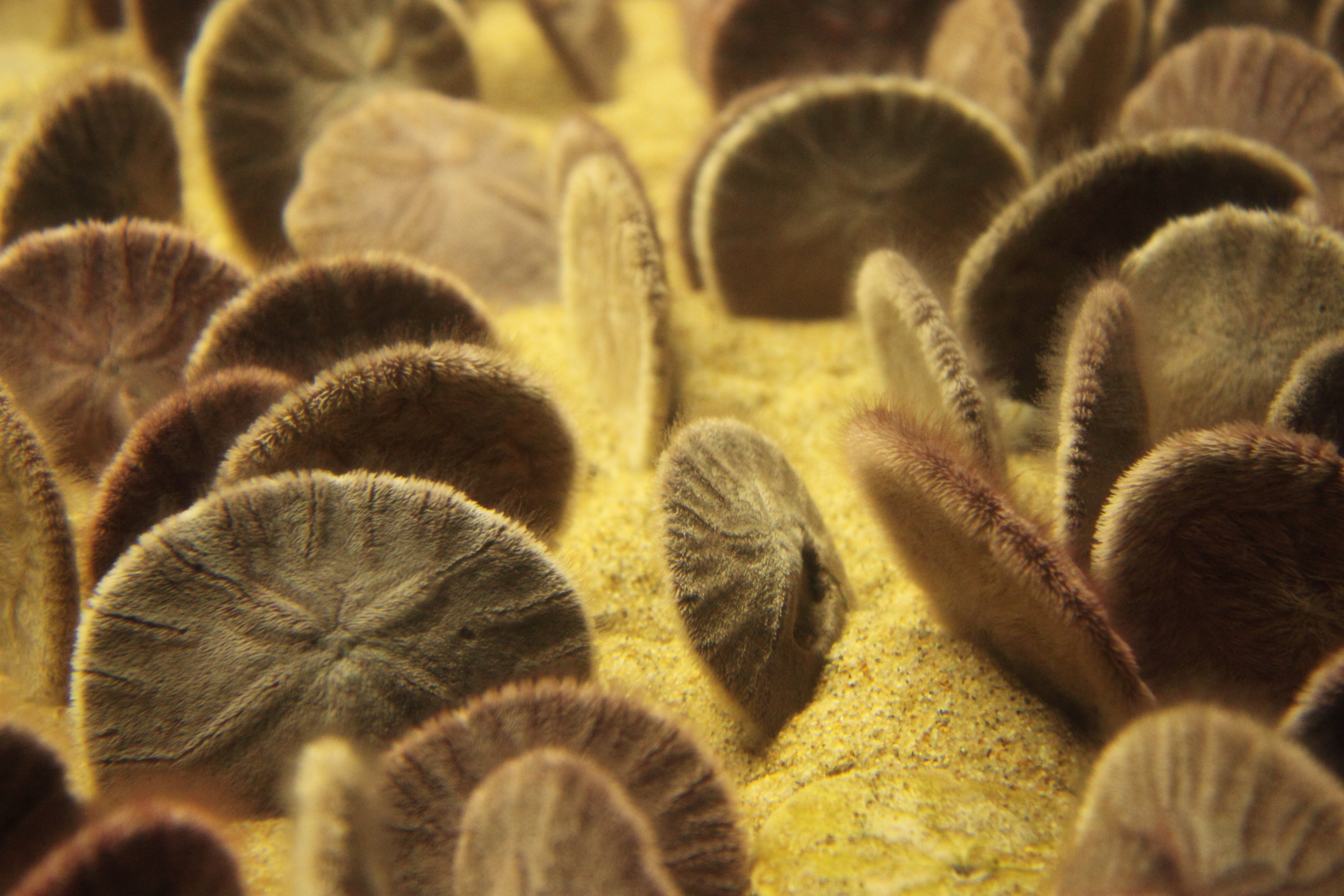
Dendraster excentricus (Dendrasteridae)
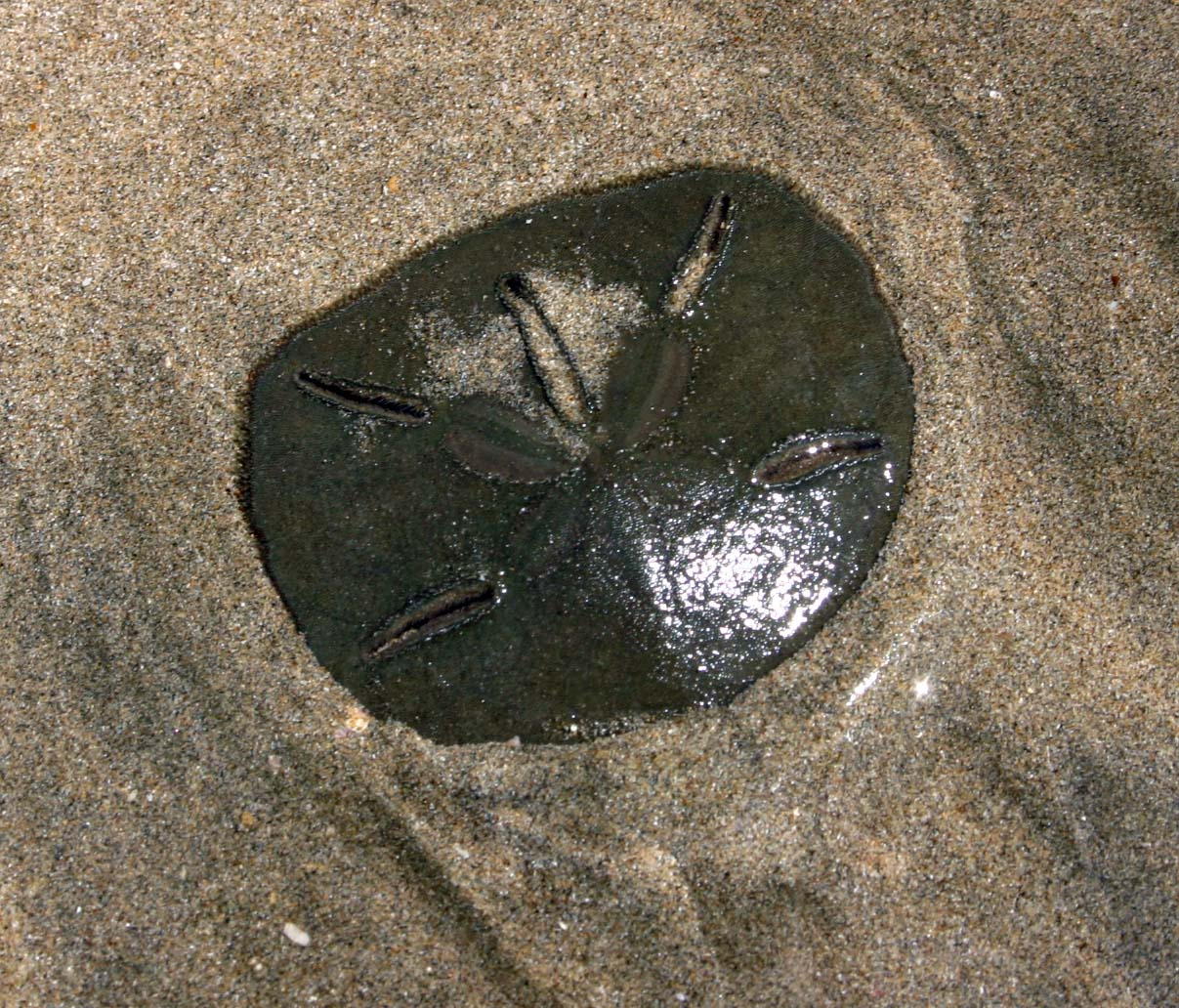
Test de Lanthonia longifissa (Mellitidae).
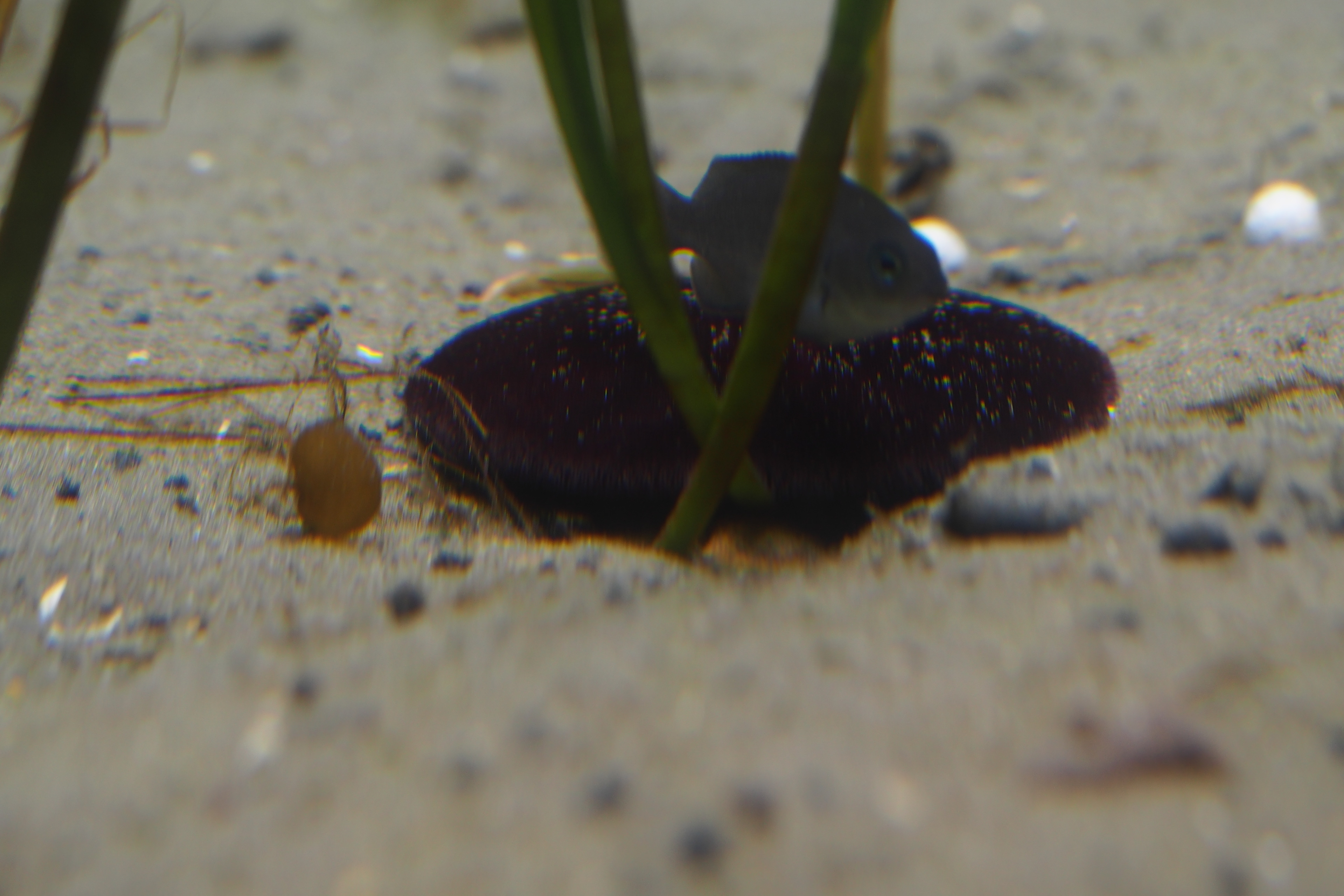
Scaphechinus mirabilis (Scutellidae)
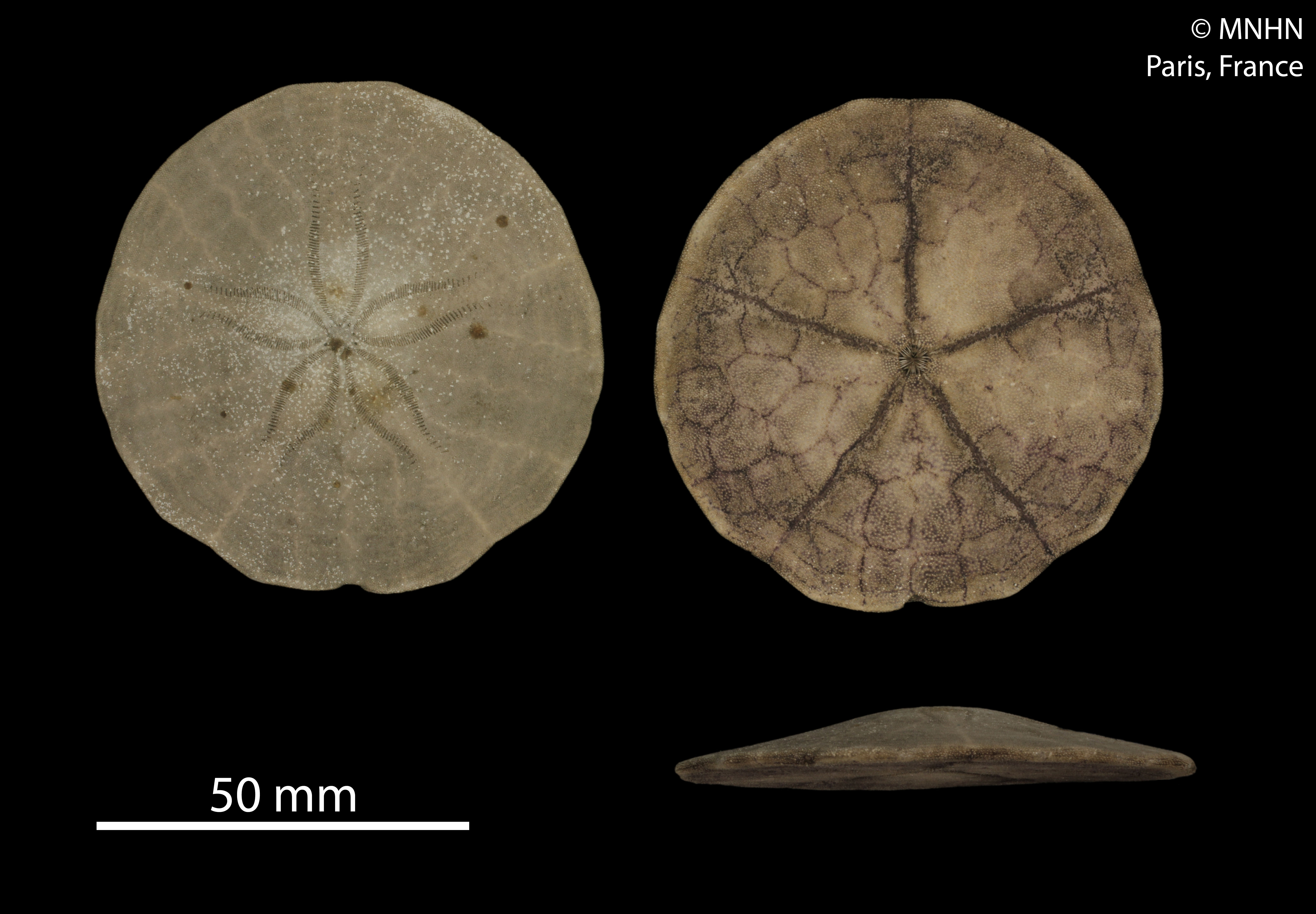
Echinarachnius parma (Echinarachniidae)
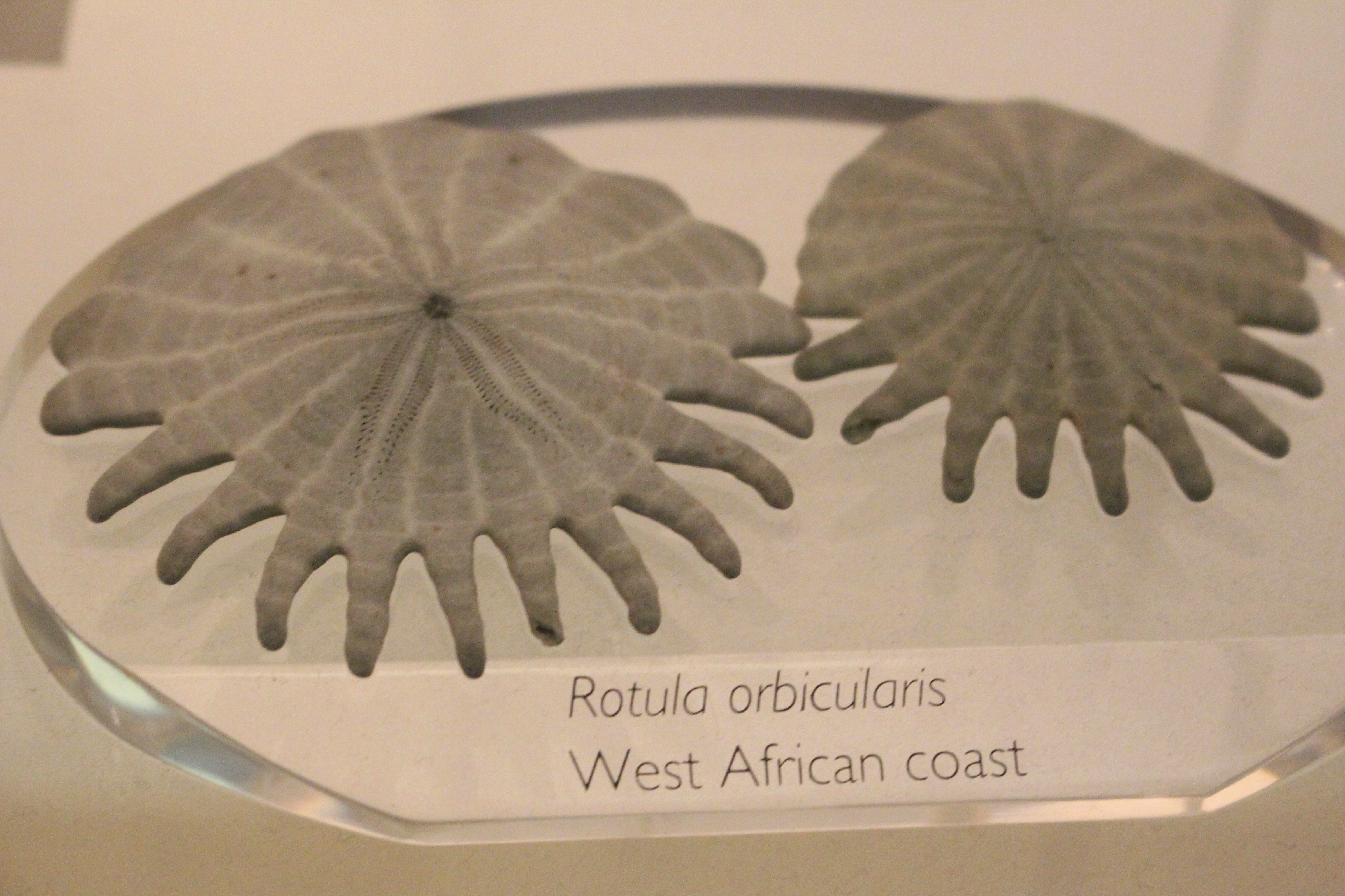
Tests d'Heliophora orbiculus (Rotulidae)
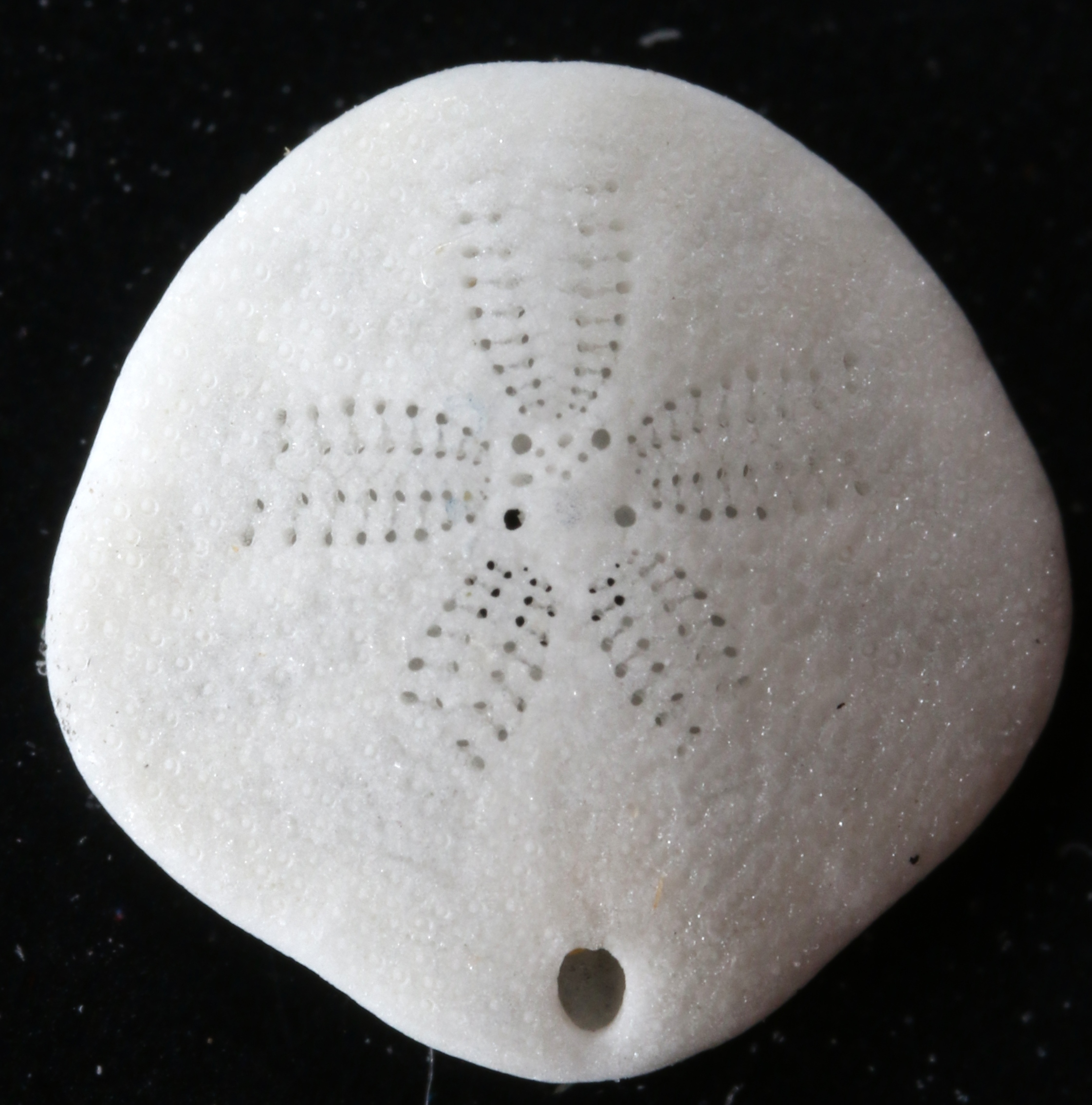
Test de Sinaechinocyamus mai (Taiwanasteridae)
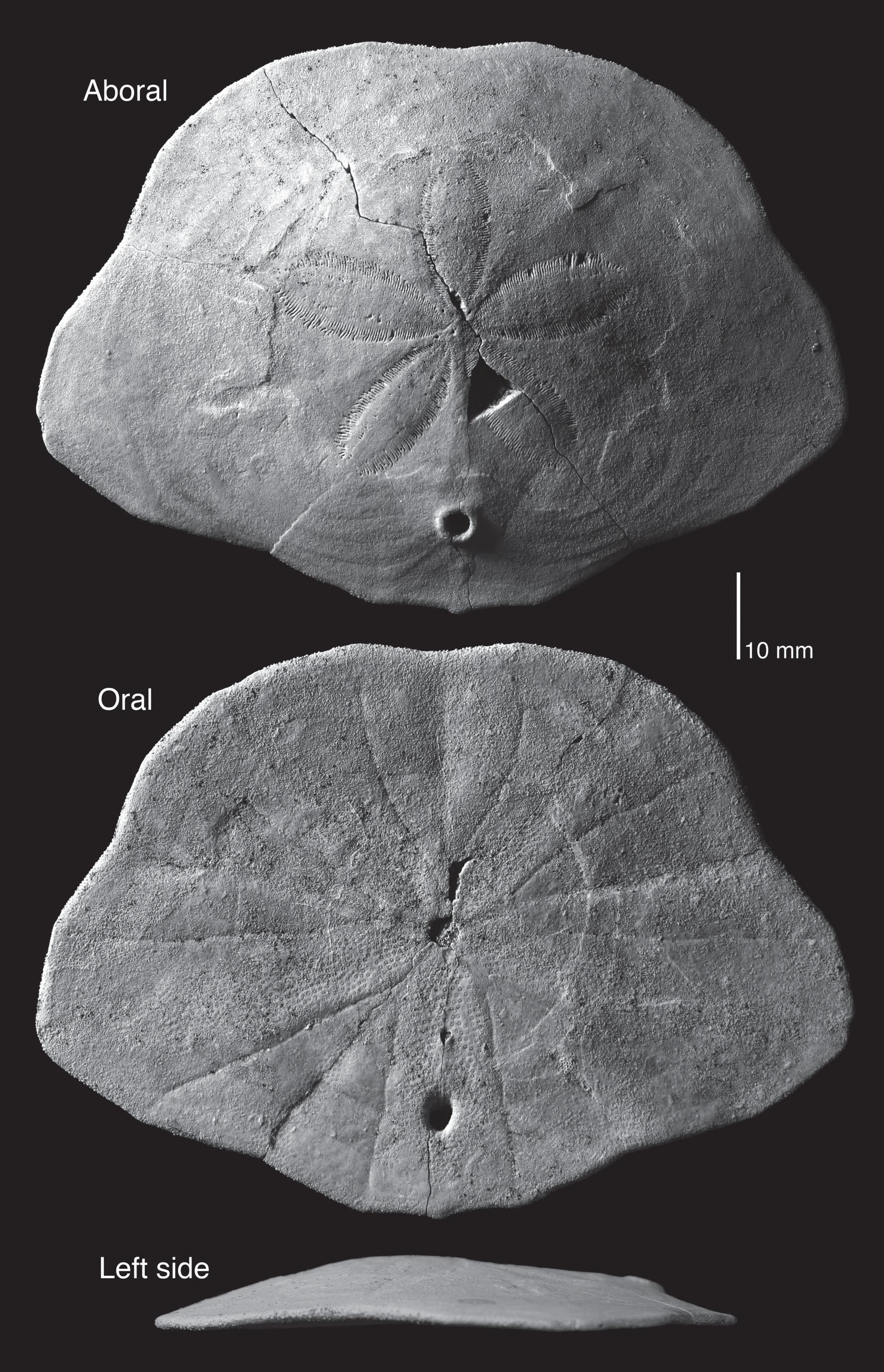
Monophoraster telfordi † (Monophorasteridae †)

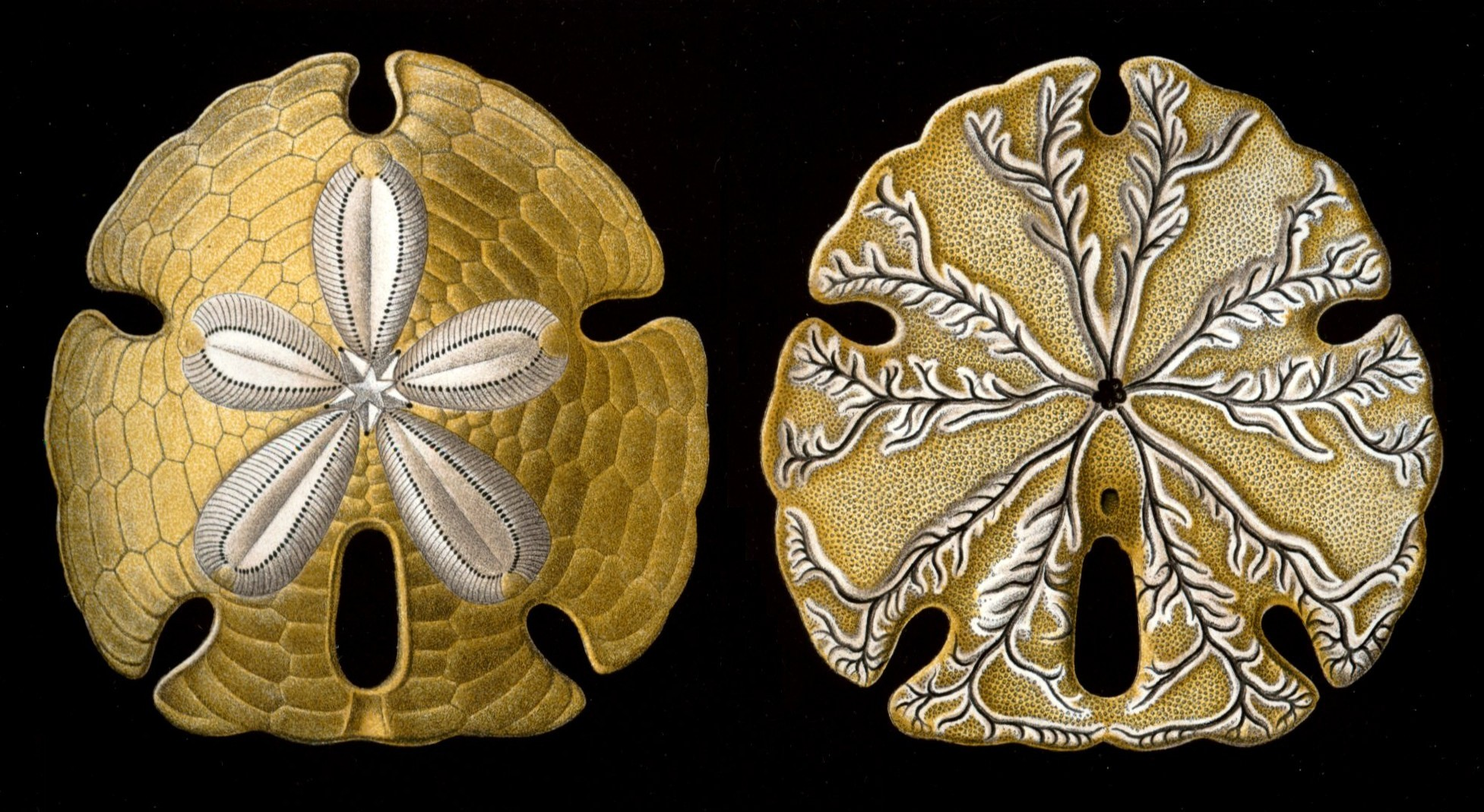
Encope emarginata dessinée par Ernst Haeckel dans les Formes artistiques de la nature (1904).